# Euxiphydria
Euxiphydria (лат.) — род перепончатокрылых из семейства остробрюхие рогохвосты.

## Описание
Чёрно окрашенные насекомые с оранжевой головой от 9 до 20 мм. Усики 13-19-члениковые. Верхнечелюстные щупики четырёхчлениковые. Губные щупики трёхчлениковые. Крылья прозрачные (Euxiphydria shaanxiana) или затемнённые (Euxiphydria potanini). Радиальные ячейки на крыльях закрытые. Коготки на лапках имеют длинный внутренний зубец.

## Экология
Экологические особенности известны только для вида Euxiphydria potanini. Личинки этого вида развиваются в отмирающих ветвях и стволах клёна мелколистного.

## Классификация
Известно 5 видов. Близким родом является Carinoxiphia.
- Euxiphydria leucopoda Takeuchi, 1938
- Euxiphydria potanini Jakovlev 1891
- Euxiphydria pseudoruficeps Okutani, 1966
- Euxiphydria shaanxiana  Smith & Shinohara, 2011
- Euxiphydria vietnamensis Smith & Shinohara, 2011

## Распространение
Встречается в восточной и юго-восточной Азии от юга Дальнего Востока России и Японии на севере и Вьетнама и Тайваня на юге.